# 石見清裕
石見 清裕（いわみ きよひろ、1951年（昭和26年） - ）は、日本の東洋史学者。早稲田大学教育・総合科学学術院名誉教授。専門は隋唐史。学位は、博士（文学）（早稲田大学）。

## 略歴
1951年、東京都杉並区生まれ。1977年早稲田大学商学部を卒業後、早稲田大学第二文学部東洋文化専攻の3年次に学士入学し、1979年卒業。1981年、早稲田大学大学院文学研究科修士課程修了、1984年、早稲田大学大学院文学研究科東洋史学専攻博士後期課程単位取得退学。1996年、「唐の北方問題と国際秩序」で早稲田大学博士（文学）。主査は古賀登、副査は藤家禮之助、福井重雅、村山吉廣が務めた。1986年から1988年まで早稲田大学東洋史学助手。1988年から2002年まで早稲田大学文学部非常勤講師。2002年から2004年まで早稲田大学教育学部助教授。2004年9月より早稲田大学が学術院制度を導入したことに伴い、2007年まで早稲田大学教育・総合科学学術院助教授。2007年からは同学術院教授。
また、1989年から教育総合研究所兼任研究員、2016年から中央ユーラシア歴史文化研究所研究所員となっている。2013年から2015年までは唐代史研究会の会長を務めていた。なお、2007年以降は早稲田大学大学院文学研究科でも研究指導を担当しており、同研究科や早稲田大学文学部での講義も行っている。

## 研究分野
当初は、中国史上初の統一された長期安定政権である漢の研究を行う心づもりであった。これは、漢の民族複合と国際関係のあり方が現在に至るまでの中国の原型となっていると考えたためである。当時の学界は漢と周辺諸民族の関係を同心円的な冊封体制によって見ており、このシステムが清まで連綿と続いていくとしていた。しかし、石見は冊封体制論を清代まで適用することに疑問を覚え、漢代以降にいかなる変容が起きたのかを追う必要性を提示した。そのため、漢の滅亡後に再び統一的な長期安定政権を樹立した唐に目を向け、隋唐史を主な研究対象とした。

## 著作

### 学位論文
- 「唐の北方問題と国際秩序」、早稲田大学〈博士学位論文（乙第1200号）〉、1996年6月11日、NAID 500000144862。

### 著書
- 石見清裕『唐の北方問題と国際秩序』汲古書院〈汲古叢書 14〉、1998年。ISBN 4762925136。 NCID BA3514116X。
- 『唐代の国際関係』山川出版社〈世界史リブレット 97〉、2009年4月。ISBN 978-4634349353。 NCID BA89839458。
- 呉兢 『貞観政要 全訳注』講談社学術文庫、2021年1月。ISBN 978-4065219126。

### 編著
- 『訳註 日本古代の外交文書』鈴木靖民、金子修一、浜田久美子 共訳注、八木書店、2014年2月。ISBN 978-4840626019。 NCID BB14864122。
- 『ソグド人墓誌研究』汲古書院、2016年3月。ISBN 978-4762965616。 NCID BB21076919。

### 論文
- 「亀田鵬斎の滝沢馬琴『瘞筆塚銘』訳注」『中国古典研究』第25巻、中国古典研究会、1980年10月、175-182頁、NAID 40002419733。
- 「唐の建国と匈奴の費也頭」『史学雑誌』第91巻第10号、史学会、1982年10月、74-97頁[18]、NAID 110002364788。
- 「玄武門の変前夜の突厥問題」『史観』第108巻、早稲田大学史学会、1983年3月、35-46頁、NAID 40001518249。
- 「突厥の楊正道擁立と第一帝国の解体」『早稲田大学大学院文学研究科紀要』別冊第10集、早稲田大学、1983年12月、135-144頁。[18]
- 「亀田鵬斎『桂山多紀先生墓碑銘』訳注」『中国古典研究』第28巻、中国古典研究会、1983年12月、32-44頁、NAID 40002419758。
- 日野開三郎博士頌壽記念論文刊行会 編「唐の突厥遺民に対する措置をめぐって」『論集中国社会・制度・文化史の諸問題 : 日野開三郎博士頌壽記念』中国書店、1987年10月、509-528頁。ISBN 978-4924779044。 NCID BN01463688。[18]
- 「唐の迎賓館」『燎原』第32巻、燎原書店、1988年、2-7頁。[2]
- 「唐代の帰化と諸蕃」『中国古典研究』第33巻、中国古典研究会、1988年12月、15-29頁、NAID 40002419832。
- 「唐の鴻臚寺と鴻臚客館」『古代文化』第42巻第8号、古代学協会[18]、1990年8月、48-56頁、NAID 110000448550。
- 唐代史研究会 編「『阿史那施墓誌』試釈」『東アジア古文書の史的研究』刀水書房、1990年9月、71-89頁。ISBN 978-4887081130。 NCID BN05461265。[18]
- 「唐代外国使の皇帝謁見儀式復元」『史滴』第12巻、早稲田大学東洋史懇話会、1991年1月、5-33頁。[18]
- 「関于唐朝的“蕃望”制度」『中国唐史学会論文集』、三秦出版社、1991年9月、162-176頁。[18]
- 「『阿史那眦伽特勤墓誌』訳試稿」『内陸アジア言語の研究』第7巻、神戸市外国語大学、1992年1月、55-94頁。[18]
- 唐代史研究会 編「単于都護府と土城子遺跡」『中国の都市と農村』汲古書院、1992年7月、391-424頁。ISBN 978-4762924545。 NCID BN07959110。[18]
- 「『赤穂四十七義士碑』訳注」『中国古典研究』第37巻、中国古典研究会、1992年12月、101-113頁。[18]
- 「中国古代の国家と民衆」編集委員会 編「唐の内附異民族対象規定をめぐって」『堀敏一先生古稀記念中国古代の国家と民衆』汲古書院、1995年3月、409-430頁。ISBN 978-4762924798。 NCID BN12338724。[18]
- 小田義久先生還暦記念事業会 編「唐代朝貢使節の宴会儀礼について」『小田義久博士還暦記念東洋史論集』真陽社、1995年7月、127-165頁。 NCID BN13047873。[18]
- 中央大学東洋史学研究室白東史学会 編「交雑の禁止 －唐代朝貢使節の入京途上規定－」『アジア史における制度と社会』刀水書房、1996年6月、143-159頁。ISBN 978-4887081963。 NCID BN14596673。[18]
- 「唐代の国家と『異民族』」『歴史学研究』第690巻、青木書店、1996年10月、35-42頁、NAID 40003819471。
- 魏晋南北朝隋唐時代史の基本問題編集委員会 編「唐代外国貿易・在留外国人をめぐる諸問題」『魏晋南北朝隋唐時代史の基本問題』汲古書院、1997年6月、61-91頁。ISBN 978-4762924972。 NCID BA31280925。[18]
- 森安孝夫、石見清裕「大唐安西阿史夫人壁記の再読と歴史学的考察」『内陸アジア言語の研究』第13巻、中央ユーラシア学研究会、1998年9月、93-110頁、NAID 120004851314。
- 「唐の国書授与儀礼について」『東洋史研究』第57巻第2号、東洋史研究会、1998年9月、37-70頁[18]、NAID 110000284592。
- 「唐朝発給の『国書』一覧」『アジア遊学』第3巻、勉誠社、1999年4月、39-54頁、NAID 40005251016。
- 唐代史研究会 編「ラティモアの辺境論と漢～唐間の中国北辺」『東アジア史における国家と地域』刀水書房、1999年7月、278-299頁。ISBN 978-4887082250。 NCID BA42798732。[18]
- 村山吉廣教授古稀記念中國古典學論集刊行会 編「唐代『沙陀夫人阿史那氏墓誌』訳注・考察」『村山吉廣教授古稀記念中國古典學論集』汲古書院、2000年3月、361-382頁。ISBN 978-4762926495。 NCID BA46482606。[18]
- 「唐の国際秩序と交易」『アジア遊学』第26巻、勉誠社、2001年4月、23-38頁、NAID 40005251353。
- 「早稲田に残された徐松の直筆-早大図書館所蔵直筆校訂本『西域水道紀』-」『中国古典研究』第47巻、中国古典研究会[18]、2002年12月、71-86頁、NAID 40005707240。
- 「唐末沙陀『李克用墓誌』訳注・考察」『内陸アジア言語の研究』第18巻、中央ユーラシア学研究会、2003年8月、17-52頁、NAID 120004852800。
- 「唐・太宗期の韓半島三国と中国との外交交渉史料」『日本研究』第22巻、韓国外国語大学校、2004年6月、4-26頁。[18]
- ソグド人墓誌研究ゼミナール[2]「ソグド人漢文墓誌訳注(1)固原出土「史射勿墓誌」(隋・大業6年)」『史滴』第26巻、早稲田大学東洋史懇話会、2004年12月、51-72頁、NAID 40006629505。
- 「入唐日本人「井真成墓誌」の性格をめぐって--中国唐代史の立場から見ると」『アジア遊学』第70巻、勉誠出版、2004年12月、22-31頁、NAID 40006579580。
- 「沙陀研究史-日本・中国の学界における成果と課題-」『早稲田大学モンゴル研究所紀要』第2巻、早稲田大学モンゴル研究所、2005年3月、121-138頁、NAID 40007279417。
- 「唐の絹貿易と貢献制」『九州大学東洋史論集』第33巻、九州大学文学部東洋史研究会、2005年5月、61-92頁、NAID 40007062061。
- 「唐代長安の外国人-国子監と留学生-」『東アジアの古代文化』第123巻、大和書房、2005年5月、37-50頁、NAID 40006761847。
- 福井文雅博士古稀・退職記念論集刊行会 編「唐代凶礼の構造－『大唐開元礼』官僚喪葬儀礼を中心に－」『福井文雅博士古稀記念論集アジア文化の思想と儀礼』春秋社、2005年6月、117-142頁。ISBN 978-4393112335。 NCID BA42798732。[18]
- ソグド人墓誌研究ゼミナール[2]「ソグド人漢文墓誌訳注(2)固原出土「史訶耽夫妻墓誌」(唐・咸亨元年)」『史滴』第27巻、早稲田大学東洋史懇話会、2005年12月、153-183頁、NAID 40007351232。
- 「唐代『井真成墓誌』の史料的性格と理解傾向」『日本史攷究』第30巻、日本史攷究会、2006年11月、1-18頁。[18]
- ソグド人墓誌研究ゼミナール[18]「ソグド人漢文墓誌訳注(3)固原出土「史道洛夫妻墓誌」(唐・顕慶三年)」『史滴』第28巻、早稲田大学東洋史懇話会、2006年12月、103-119頁、NAID 40015336968。
- 記念論集刊行會 編「突厥執失氏墓誌と太宗昭陵」『福井重雅先生古稀・退職記念論集古代東アジアの社會と文化』汲古書院、2007年3月、366-379頁。ISBN 978-4762928109。 NCID BA81668748。[18]
- 「唐代墓誌史料の概観－前半期の官撰墓誌・規格・行状との関係－」『唐代史研究』第10巻、唐代史研究会、2007年8月、3-26頁、NAID 40015713954。
- 氣賀澤保規 編「唐代テュルク人墓誌とその史料的価値」『中国石刻資料とその社会 : 北朝隋唐期を中心に』汲古書院、2007年9月、35-65頁。ISBN 978-4762995033。 NCID BA84502173。[18]
- ソグド人墓誌研究ゼミナール[18]「ソグド人漢文墓誌訳注(4)固原出土「史鉄棒墓誌」(唐・咸亨元年)」『史滴』第29巻、早稲田大学東洋史懇話会、2007年12月、81-103頁、NAID 40015833860。
- 「Turks and Sogdians in China during the Tang Period」『ACTA ASIATICA』第94巻、東方学会、2008年、41-65頁。[18]
- 専修大学社会知性開発研究センター 編「唐とテュルク人・ソグド人－民族の移動・移住より見た東アジア史－」『専修大学社会知性開発研究センター東アジア世界史研究センター年報』2008年3月、67-81頁。 NCID AA12313144。[18]
- 吾妻重二、二階堂善弘 編「唐代の官僚喪葬儀礼と開元二十五年喪葬令」『東アジアの儀礼と宗教』雄松堂出版、2008年8月、167-186頁。ISBN 978-4841904970。 NCID BA87074520。[18]
- 「唐代墓誌の資料的可能性」『史滴』第30巻、早稲田大学東洋史懇話会、2008年12月、109-122頁、NAID 40016469990。
- ソグド人墓誌研究ゼミナール[18]「ソグド人漢文墓誌訳注(5)固原出土「史索巌墓誌」(唐・顕慶三年)」『史滴』第30巻、早稲田大学東洋史懇話会、2008年12月、213-237頁、NAID 40016469998。
- 鈴木靖民 編「円仁と会昌の廃仏」『円仁とその時代』高志書院、2009年2月、129-145頁。ISBN 978-4862150523。 NCID BA89209110。[18]
- 土肥義和 編「吐魯番出土墓表・墓誌の統計的分析」『敦煌・吐魯番出土漢文文書の新研究』東洋文庫、2009年3月、157-182頁。ISBN 978-4809702303。 NCID BA90352144。[18]
- 「唐代内附民族対象規定の再検討－天聖令・開元二十五年令より－」『東洋史研究』第68巻第1号、東洋史研究会、2009年6月、1-33頁、NAID 40016745677。
- ソグド人墓誌研究ゼミナール[18]「ソグド人漢文墓誌訳注(6)固原出土「史索巌婦人安娘墓誌」(唐・麟徳元年)」『史滴』第31巻、早稲田大学東洋史懇話会、2009年12月、157-180頁、NAID 40016966212。
- 「Silk Trade and Gongxian Tribute System under the Tang Dynasty」『The Memoirs of the Toyo Bunko』第67巻、東洋文庫、2009年、31-48頁。[18]